# رومانزو كريمينالي - المسلسل
رومانزو كريمينالي - المسلسل رومانزو كريمينالي - لاسيريي (بالإيطالية"Romanzo Criminale – La serie"، وبالعربية"رواية جنائية - المسلسل") هو مسلسل إيطالي يتكون من موسمين و22 حلفة بدأ عرضه في 10 نوفمبر 2008 وانتهى في 16 ديسمبر 2010.
المسلسل مبني على رواية تحمل نفس الاسم.

## أماكن التصوير والعرض
تم تصوير المسلسل في روما وعرض في إيطاليا والسويد والنمسا وألمانيا والمجر.

## روابط خارجية
- رومانزو كريمينالي - المسلسل على موقع IMDb (الإنجليزية)
- رومانزو كريمينالي - المسلسل على موقع كينوبويسك (الروسية)
- رومانزو كريمينالي - المسلسل على موقع ألو سيني (الفرنسية)
- رومانزو كريمينالي - المسلسل على موقع قاعدة بيانات الفيلم (الإنجليزية)